# Двайт Томас
Двайт Томас  (англ. Dwight Thomas, 23 вересня 1980) — ямайський легкоатлет, олімпійський чемпіон.

## Виступи на Олімпіадах
| Олімпіада   | Дисципліна              | Місце     |
| ----------- | ----------------------- | --------- |
| Сідней 2000 | біг на 200 метрів       | 5 h2 r2/4 |
| Сідней 2000 | естафета 4 x 100 метрів | 4         |
| Афіни 2004  | біг на 100 метрів       | 7 h2 r3/4 |
| Афіни 2004  | естафета 4 x 100 метрів | 4 h2 r1/2 |
| Пекін 2008  | естафета 4 x 100 метрів | 1         |